# Augusto Lotti
Diego Augusto Lotti (Salto, 10 giugno 1996) è un calciatore argentino, attaccante del Platense.

## Caratteristiche tecniche
È un centravanti molto abile con entrambi i piedi, uomo area quando si tratta di segnare.

## Carriera
Cresciuto nel settore giovanile del Racing Club, il 19 agosto 2015 è stato ceduto in prestito biennale al Wohlen.
Ha esordito fra i professionisti l'8 novembre seguente disputando l'incontro di Challenge League vinto 3-0 contro il Bienne. Con il club svizzero ha collezionato in due anni 24 presenze fra campionato e coppa nazionale, realizzando due reti.
Rientrato al Racing, ha debuttato con il club argentino il 18 maggio 2015 giocando gli ultimi 25 minuti del match di Copa Argentina perso 1-0 contro il Sarmiento (R).
Nell'agosto del 2018 è stato ceduto in prestito annuale all'Unión (SF).

## Statistiche

### Presenze e reti nei club
Statistiche aggiornate al 13 luglio 2025.
| Stagione            | Squadra             | Campionato          | Campionato | Campionato | Coppe nazionali | Coppe nazionali | Coppe nazionali | Coppe continentali | Coppe continentali | Coppe continentali | Altre coppe | Altre coppe | Altre coppe | Totale | Totale |
| Stagione            | Squadra             | Comp                | Pres       | Reti       | Comp            | Pres            | Reti            | Comp               | Pres               | Reti               | Comp        | Pres        | Reti        | Pres   | Reti   |
| ------------------- | ------------------- | ------------------- | ---------- | ---------- | --------------- | --------------- | --------------- | ------------------ | ------------------ | ------------------ | ----------- | ----------- | ----------- | ------ | ------ |
| 2015-2016           | Wohlen              | ChL                 | 15         | 1          | CS              | 0               | 0               | -                  | -                  | -                  | -           | -           | -           | 15     | 1      |
| 2016-2017           | Wohlen              | ChL                 | 8          | 1          | CS              | 2               | 0               | -                  | -                  | -                  | -           | -           | -           | 10     | 1      |
| Totale Wohlen       | Totale Wohlen       | Totale Wohlen       | 23         | 2          |                 | 2               | 0               |                    | -                  | -                  |             | -           | -           | 25     | 2      |
| 2017-2018           | Racing Club         | PD                  | 0          | 0          | CA              | 1               | 0               | CS+CL              | -                  | -                  | -           | -           | -           | 1      | 0      |
| 2018-2019           | Unión (SF)          | PD                  | 10         | 1          | CA+CdS          | 2+3             | 0               | CS                 | 1                  | 1                  | -           | -           | -           | 16     | 2      |
| 2019-2020           | Atl. Tucumán        | PD                  | 16         | 1          | CA+CM           | 3+11            | 1+2             | CL+CS              | 3+2                | 0                  | -           | -           | -           | 35     | 4      |
| 2021                | Atl. Tucumán        | PD                  | 22         | 3          | CA+CdL          | 0+12            | 0+7             | -                  | -                  | -                  | -           | -           | -           | 34     | 10     |
| 2022                | Atl. Tucumán        | PD                  | 25         | 5          | CA+CdL          | 2+13            | 0+2             | -                  | -                  | -                  | -           | -           | -           | 40     | 7      |
| Totale Atl. Tucumán | Totale Atl. Tucumán | Totale Atl. Tucumán | 63         | 9          |                 | 41              | 12              |                    | 5                  | 0                  |             | -           | -           | 109    | 21     |
| gen.-giu. 2023      | Cruz Azul           | LMX                 | 15+1       | 3+0        | -               | -               | -               | -                  | -                  | -                  | SM          | -           | -           | 16     | 3      |
| lug.-ago. 2023      | Cruz Azul           | LMX                 | 3          | 0          | -               | -               | -               | -                  | -                  | -                  | LC          | 3           | 0           | 6      | 0      |
| Totale Cruz Azul    | Totale Cruz Azul    | Totale Cruz Azul    | 18+1       | 3+0        |                 | -               | -               |                    | -                  | -                  |             | 3           | 0           | 22     | 3      |
| 2023                | Lanús               | PD                  | -          | -          | CA+CdL          | 1+10            | 0+1             | -                  | -                  | -                  | -           | -           | -           | 11     | 1      |
| 2024                | Lanús               | PD                  | 5          | 0          | CA+CdL          | 1+13            | 0+1             | CS                 | 6                  | 1                  | -           | -           | -           | 25     | 2      |
| Totale Lanús        | Totale Lanús        | Totale Lanús        | 5          | 0          |                 | 25              | 2               |                    | 6                  | 1                  |             | -           | -           | 36     | 3      |
| 2024                | Platense            | PD                  | 16         | 0          | CA+CdL          | -               | -               | -                  | -                  | -                  | -           | -           | -           | 16     | 0      |
| 2025                | Platense            | PD                  | 21         | 1          | CA              | 1               | 1               | -                  | -                  | -                  | -           | -           | -           | 22     | 2      |
| Totale Platense     | Totale Platense     | Totale Platense     | 37         | 1          |                 | 1               | 1               |                    | -                  | -                  |             | -           | -           | 38     | 2      |
| Totale carriera     | Totale carriera     | Totale carriera     | 157        | 16         |                 | 75              | 15              |                    | 12                 | 2                  |             | 3           | 0           | 247    | 33     |

## Palmarès

### Club

#### Competizioni nazionali
- Campionato argentino: 1

Platense: 2025 (Apertura)